# Viktor Geramb
Viktor Eduard Bartholomäus Ritter von Geramb (* 24. März 1884 in Deutschlandsberg; † 8. Jänner 1958 in Graz) war ein österreichischer Hochschullehrer und bedeutender Volkskundler in der Steiermark.

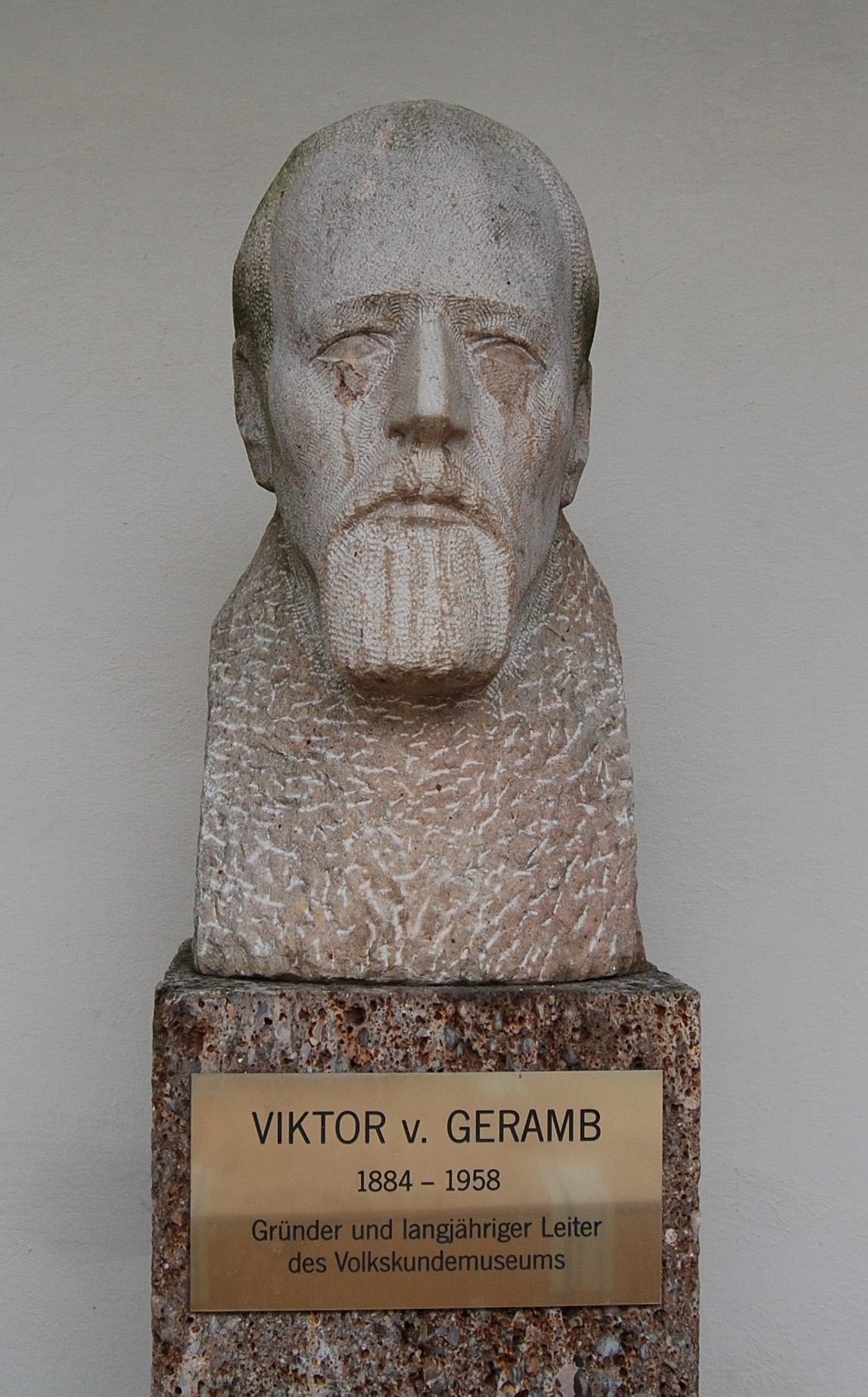
Porträt Viktor Gerambs im Innenhof des Volkskundemuseums in Graz (2016)

Porträt Viktor von Gerambs von Alfred Pirker, Graz (1963)

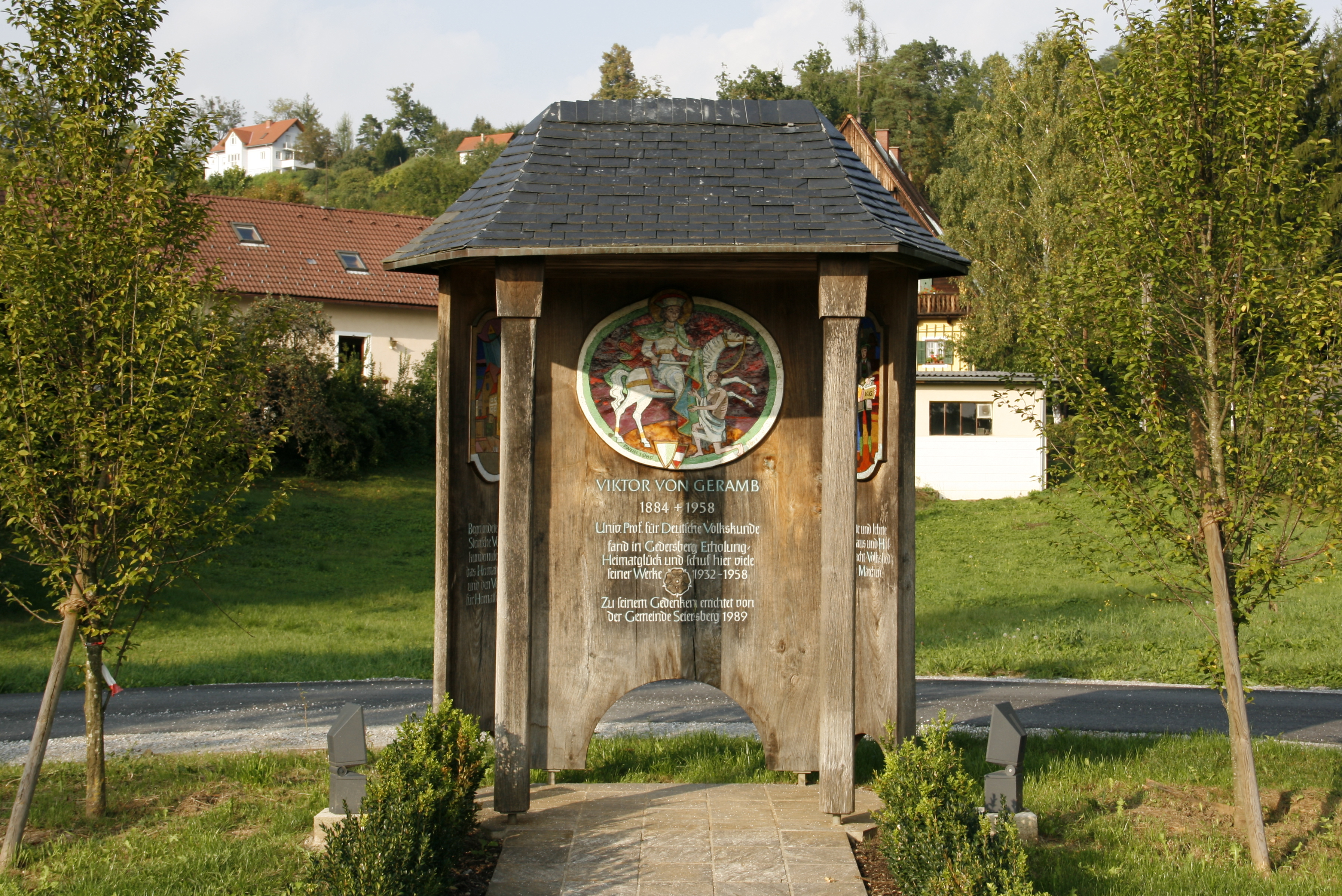
Viktor-von-Geramb-Denkmal in Seiersberg-Pirka (2011)

## Leben
Seine Eltern waren der k.k. Statthalter Viktor Ritter von Geramb und die Maria geb. Knapp. Während sein erster Vorname dem Vater nachempfunden ist, beziehen sich die beiden Zwischennamen auf seine Großväter Eduard Ritter von Geramb und Dr. Bartholomäus Knapp.
Nach der Matura im Jahr 1902 studierte Geramb Germanistik, Geographie und Geschichte und promovierte 1907 in Graz. Er war von 1913 bis 1949 Leiter der volkskundlichen Abteilung des Landesmuseums Joanneum, welche er 1913 auch selbst gegründet hatte. Unter seiner Führung wurde diese Abteilung als eigenständige Institution im Steirischen Volkskundemuseum etabliert. Er habilitierte sich 1924 und wurde 1931 (unbezahlter) außerordentlicher Professor für Volkskunde an der Universität Graz, dies war die erste volkskundliche Professur im gesamten deutschsprachigen Raum. 1934 gründete er das Steirische Heimatwerk als erste derartige Stelle in Österreich. 1949 wurde er ordentlicher Professor für Volkskunde an der Universität Graz.
Geramb war selbst deutschnational eingestellt, wobei er „in naiv-idealistischer Ambition den Deutschen Bund vor der Entscheidung von Königgrätz 1866 und eigentlich den Reichsgedanken des 1806 [...] zu Ende gegangenen Heiligen Römischen Reiches deutscher Nation herbeisehnte“, und nicht im völkischen Sinne des Nationalsozialismus agierte. Zwar zählte er sich zu den durch die Nationalsozialisten „befreiten ostmärkischen Mitarbeitern“ der Universität Wien, doch hatte sich Geramb bereits 1931 öffentlich gegen die Rassentheorien der Nationalsozialisten geäußert. Von ihm ist der Ausspruch überliefert, wonach es „keine minderwertige Rasse, wohl aber Minderwertiges in jeder Rasse“ gäbe. Er verlor im Oktober 1938 vorläufig und im Juli 1939 endgültig seine Professur, da das Amt Rosenberg seine „fehlende weltanschauliche Klarheit“ bemängelte. Geramb und seinem Schüler Hanns Koren wurden insbesondere ihre starke Bindung an christliche Wertvorstellungen zum Vorwurf gemacht. Seine Position am Volkskundemuseum konnte Geramb nominell behalten, in der Praxis allerdings nur eingeschränkt ausüben.
Von 1945 bis 1954 war er wiederum Professor für Volkskunde. In dieser Zeit wurde Geramb ein wichtiger, weil glaubhafter, Zeuge für die große Zahl an ehemaligen Nationalsozialisten, die in der Republik erst nach Einstufung als minderbelastete wieder Fuß fassen konnten. Geramb erwies sich hier als wohlwollender Ermöglicher, der die Angaben der Antragsteller nicht nachprüfte. So wurde er zum Ermöglicher für viele belastete Akademiker (Otto Höfler, Eberhard Kranzmayer, Richard Wolfram), die auch nach dem gelockerten Verbotsgesetz von 1947 und der Amnestie von 1948 nicht an die Unis zurückkehren hätten dürfen.
Geramb war der erste Österreicher, der sich wissenschaftlich mit Volkskunde beschäftigte. Sein 1911 in der Zeitschrift des Historischen Vereines für Steiermark erschienener Aufsatz „Das Bauernhaus in [der] Steiermark“ gilt als eigentlicher Beginn der wissenschaftlichen Disziplin Volkskunde. Mit seinen Beiträgen lieferte er wichtige grundlegende Arbeiten für die gesamte deutschsprachige Volkskunde.
Geramb führte einen umfassenden Briefwechsel unter anderem mit Max Mell und Werner Bergengruen.
Viktor von Geramb war ab 1954 Ehrenbürger seiner Heimatstadt Graz. Weiterhin war er Mitglied der Akademischen Sängerschaft Gothia zu Graz. Er ist auf dem St.-Leonhard-Friedhof in Graz beigesetzt.
Anlässlich seines 50. Todestages erschienen eine wissenschaftliche Biografie sowie eine Neuausgabe seines Buches Kinder- und Hausmärchen der Steiermark.

## Geramb-Dankzeichen für gutes Bauen

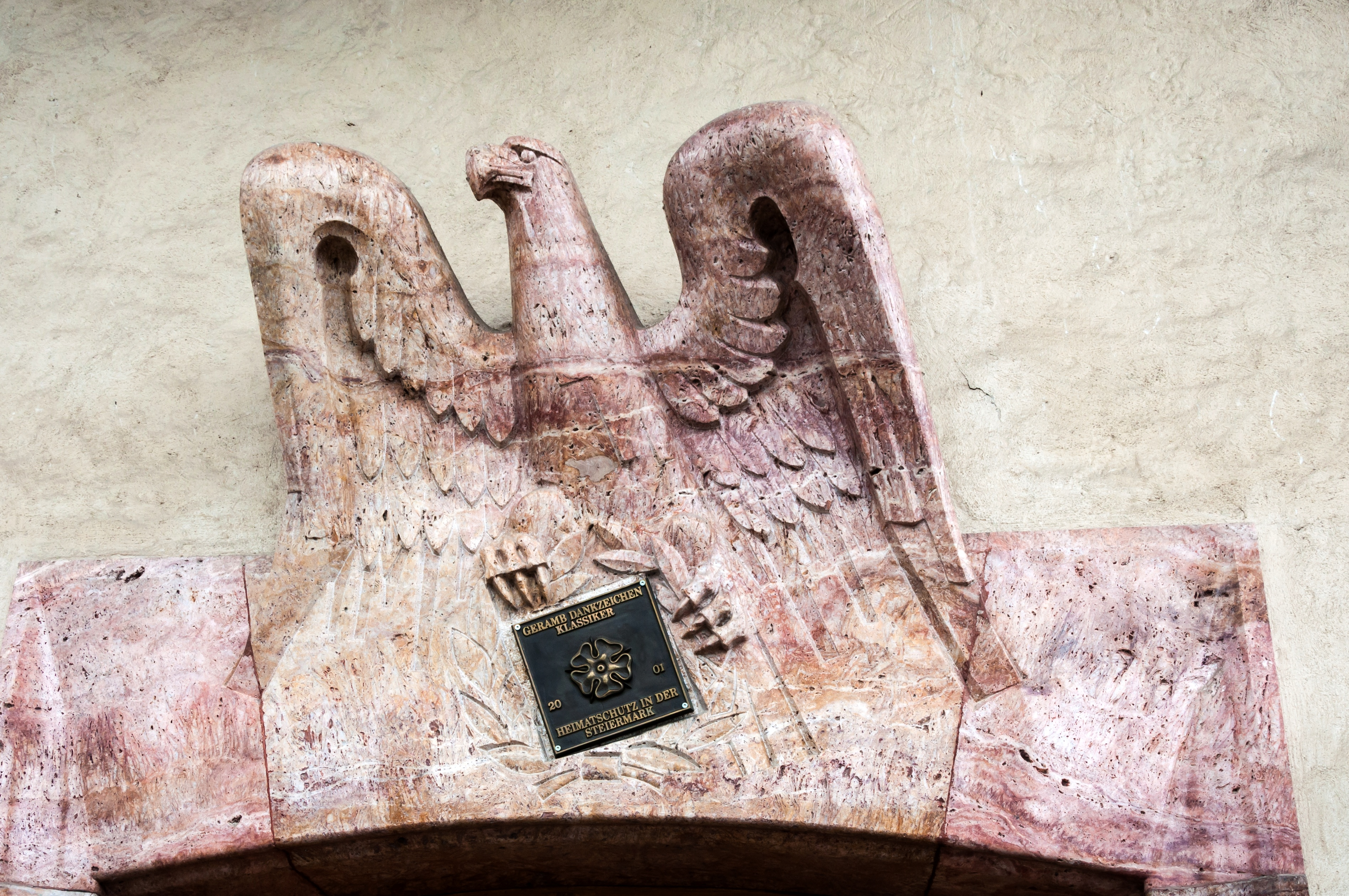
Entnazifizierter Reichsadler über dem Haupteingang des Senders Dobl in der Steiermark hält nun ein Geramb-Dankzeichen in den Fängen (2013)

Im steirischen Gedenkjahr 1959 (100. Todestag von Erzherzog Johann) wurde erstmals das „Geramb-Dankzeichen für Gutes Bauen“ für besondere Bauleistungen verliehen. Die Auszeichnung wurde 1981 vom Verein „Heimatschutz in Steiermark“ wieder herausgebracht. Der Verein wurde 2002 in „BauKultur Steiermark – Heimatschutz in der Steiermark“ umbenannt und heißt seit 2010 „BauKultur Steiermark“. Die Auszeichnung heißt seit 2007 „GerambRose“. Sie wird als Würdigung für Leistungen verliehen, die im Sinne der Erhaltung oder Schaffung qualitätsvoller Baukultur erbracht wurden.

## Werke
- Von Volkstum und Heimat. Gedanken zum Neuaufbau, 1919
- Von ländlicher Volksbildungsarbeit, 1922
- Deutsches Brauchtum in Österreich, 1924
- Volkskunde der Steiermark, 1926
- Steirisches Trachtenbuch, 2 Bände, 1932/39 (mit Konrad Mautner)
- Kinder- und Hausmärchen der Steiermark, 1942, mit Illustrationen von Emmy Hiesleitner-Singer
- Um Österreichs Volkskultur, 1946
- Verewigte Gefährten, 1952
- Wilhelm Heinrich Riehl, Leben und Wirken, 1954.